# Zbigniew Białek
Zbigniew Białek (Koszalin, 5 novembre 1982) è un ex cestista polacco.

## Palmarès
- Campionato polacco: 1

Zielona Góra: 2012-2013
- Coppa di Polonia: 1

Włocławek: 2007
- Supercoppa polacca: 1

Włocławek: 2007